# 巴爾的摩港

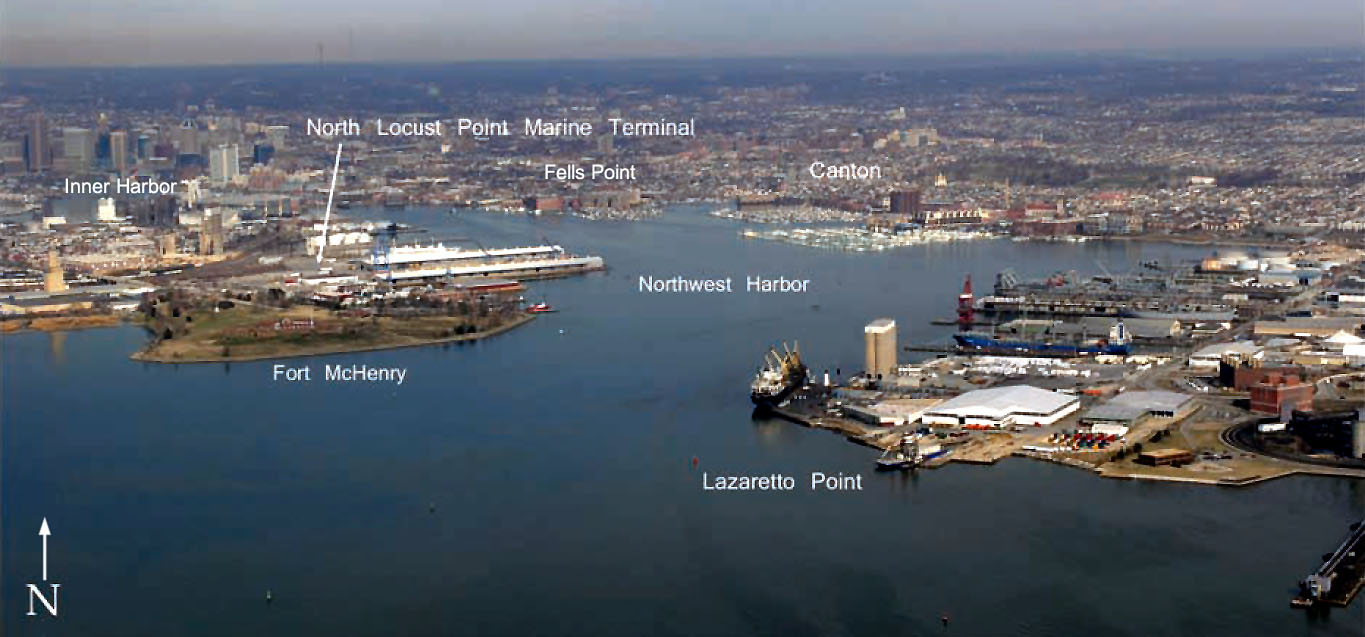

巴爾的摩港（英語：Port of Baltimore）是位於美國東北部巴爾的摩的一座港口。2006年，巴爾的摩港迎來了其建港300周年的紀念。巴爾的摩港市美國東北部最大的港口之一，美國大多數進口賓士車都是在這裡進入美國。